# Circ de Baciver
El Circ de Baciver, en aranès Circ de Vacivèr, és un circ glacial al vessant atlàntic dels Pirineus axials, a la conca de la Garona, al massís de Beret. Si bé geogràficament està situat al nord-est de la Vall d'Aran, la major part de la superfície forma part del municipi d'Alt Àneu, del Pallars Sobirà. La part pallaresa del circ forma part del Parc Natural de l'Alt Pirineu. El circ de Baciver està flanquejat per muntanyes amb altituds entre els 2.400 i 2.680 metres excepte a l'obertura cap a l'oest, on descendeix i es transforma en vall glacial que desemboca en el Pla de Beret.
L'element més característic del circ és l'extens pla superior de 77 hectàrees on hi ha els estanys de Dalt de Baciver. La part inferior del circ està composta per prats d'alta muntanya i boscos subalpins de pi negre. A mesura que es va pujant el bosc va desapareixent.
La paraula baciver fa referència a aquella persona que mena un ramat de bestiar baciu,  que no té cap cria o no es bo per a la cria.

## Geografia

### Cims, serres i colls
En el sentit de les agulles del rellotge, començant en el punt més al nord i a l'est, es troben els següents elements geogràfics:

#### Vessant oriental (E)

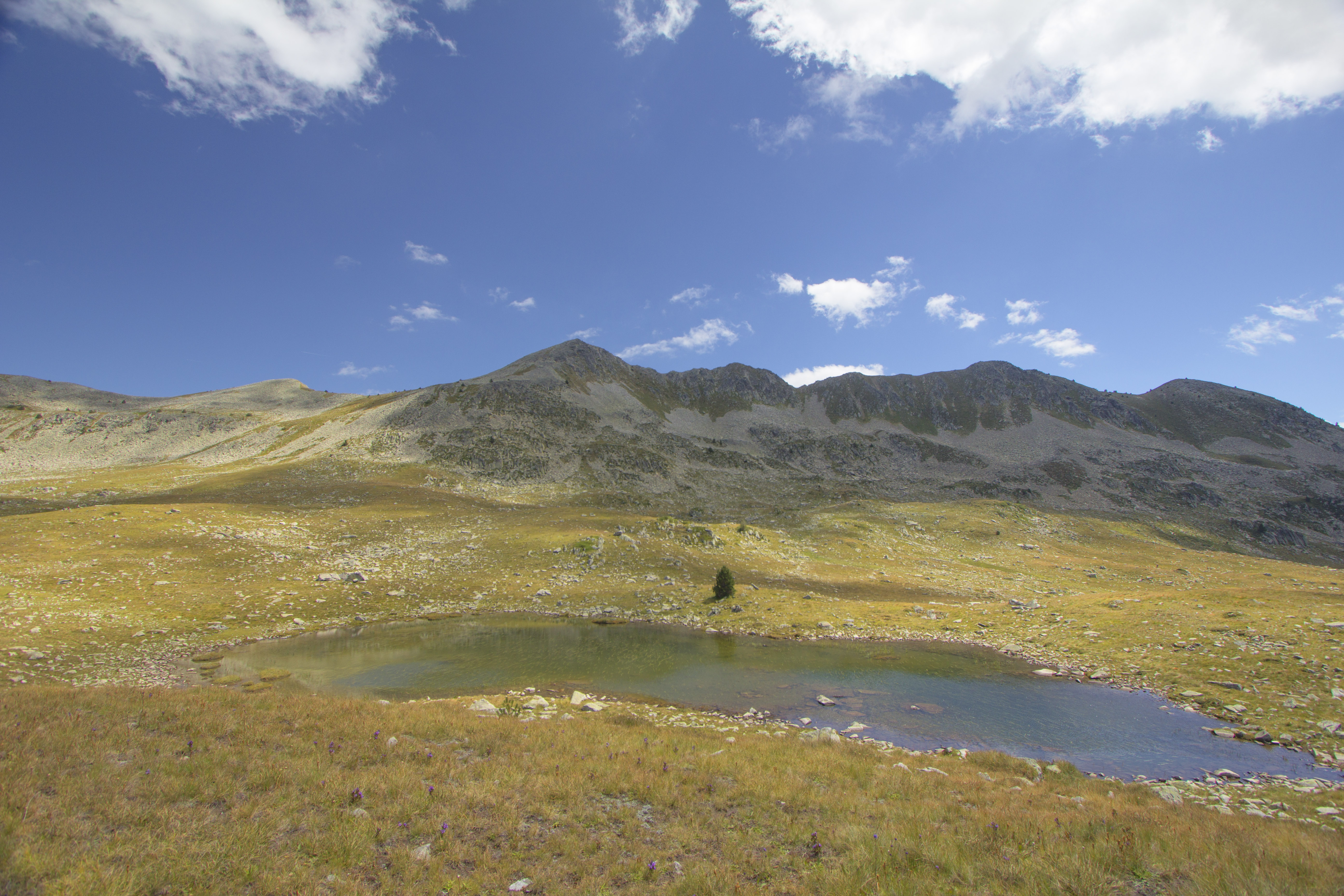
Vista de la serra de Baciverols des del circ de Baciver, amb el Pic de Rosari al centre de la imatge

La carena oriental separa la conca atlàntica, la del circ de Baciver, de la mediterrània, la de la capçalera de la vall d'Àrreu. En ordre nord-sud, està composta de les següents muntanyes:
- Pic de Marimanya, de 2.679,2 metres. És el pic amb més elevació del circ. És l'inici d'una carena que continua cap al sud.
- Collada dels estanys de Rosari, a 2.512 metres d'altitud.
- Coll de Rosari, a 2.506 metres. Del coll del Rosari ascendeix un corriol fins al Pic de Rosari.
- Pic de Rosari, de 2.608 metres. A partir d'aquest punt, la carena rep el nom de Serra de Baciverols.
- Forqueta d'Àrreu. És un pas amb una altitud de 2.418 metres per on passa el sender que comunica el Circ de Garrabea a l'est amb el Circ de Baciver a l'oest.
- Cap del Muntanyó d'Àrreu, de 2.630 metres. Aquest pic marca l'altre extrem de la Serra de Baciverols.

#### Vessant meridional (S)

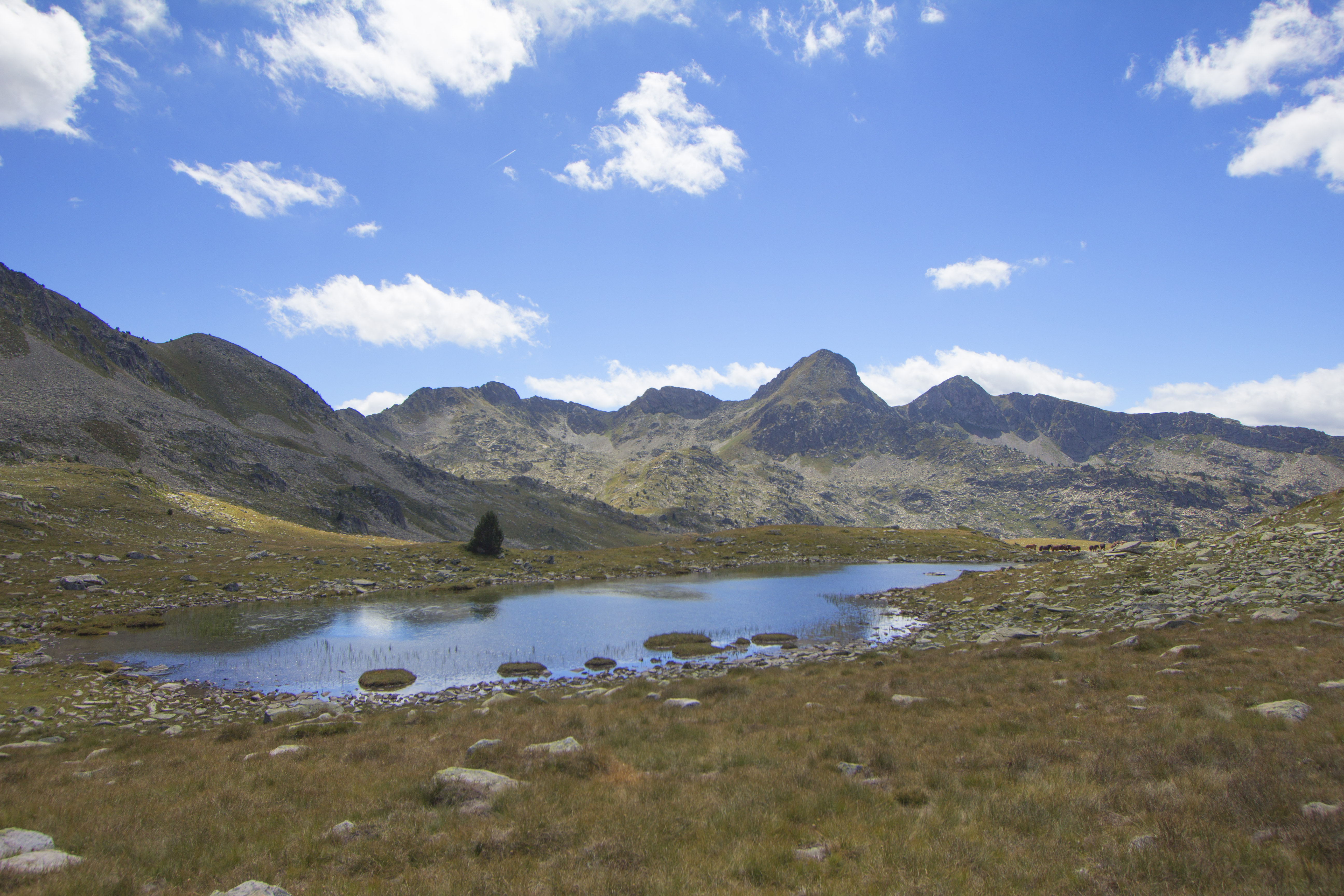
Vista del vessant sud amb el Tuc de la Llança al centre

Separa la Cometa dels Ercoïls, vall penjada sobre la vall de Ruda fortament aprofitada per l'estació d'esquí de Baqueira-Beret, del circ de Baciver. Les muntanyes més significatives són les següents:
- Des del Cap del Muntanyó d'Àrreu una carena continua fins al Tuc de la Llança, pic de 2.658 metres d'altitud i on arriba pel vessant oest la línia de telesquí Tuc de la Llança de l'estació d'esquí de Baqueira-Beret. A partir d'aquest punt s'inicia la cresta espadada d'Escornacrabes que amb una altitud màxima de 2.612 metres avança en direcció NO.
- Cap de Vaquèira, de 2.491 metres. Fins aquest pic arriba el telecadira Jorge Jordana de Baqueira-Beret.
- A partir d'aquest punt la carena s'arrodoneix i l'altitud baixa de forma sostinguda fins al Pla de Beret, a 1.850 metres, a la zona de l'Orri.

#### Vessant occidental (O)

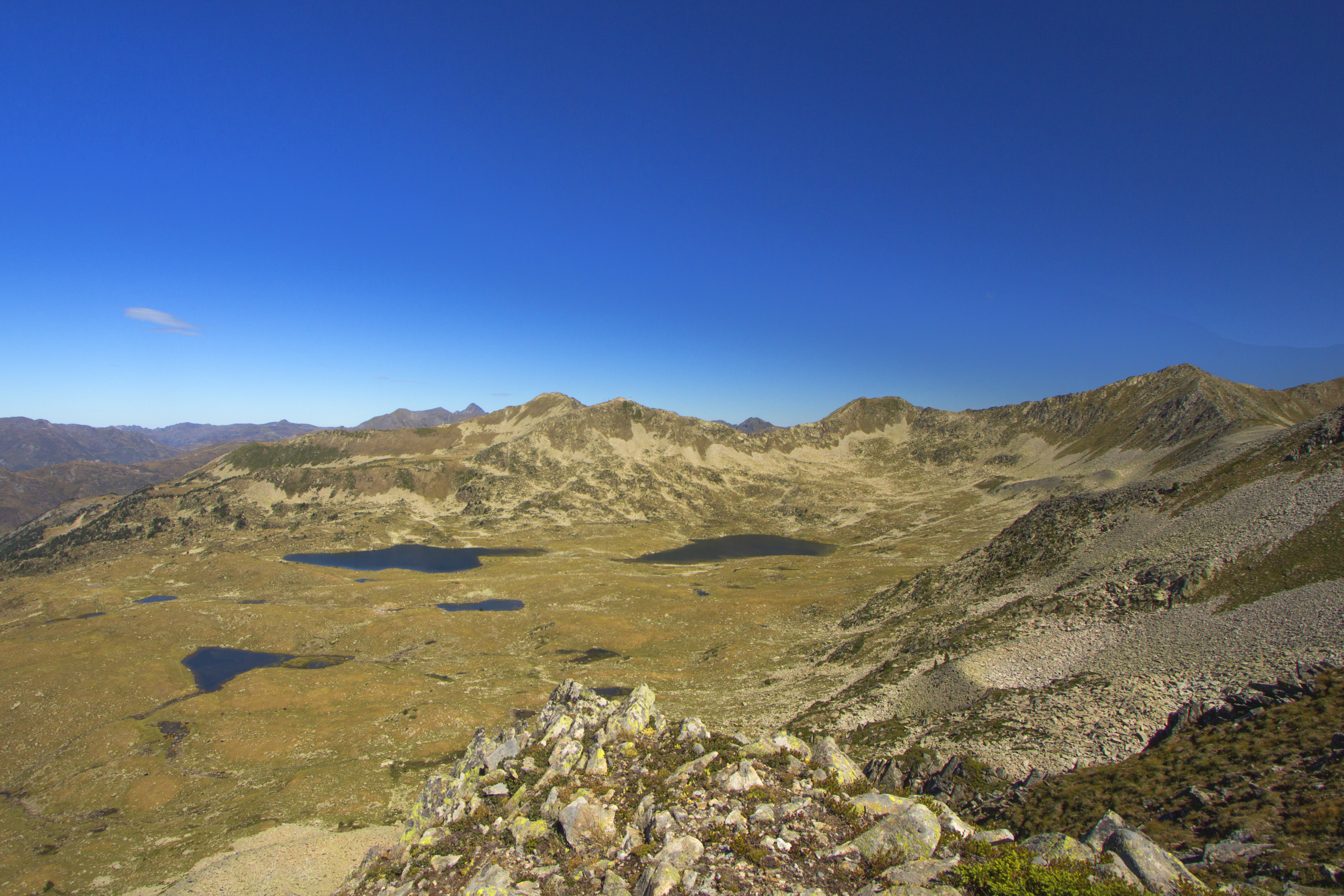
Vista del circ i el seu vessant occidental des del Pic de Rosari

Marca el límit entre el Pla de Beret i el Circ de Baciver. Els accidents geogràfics que componen aquest límit, de sud a nord, són els següents:
- Vall del riu Malo. És la via d'accés més habitual al Circ de Baciver.
- A partir del Coret de Salardú, situat al Pla de Beret, la carena comença a pujar fins al Tuc de Saumet, pic de 2.461 metres d'altitud. Una carena manté l'alçada fins al següent pic.
- Tuc de Baciver, a 2.644 metres.
- Coll del Clot de l'Os. Pas que comunica el Circ del Coll de l'Os al nord amb la vall tributària del Circ de Baciver.
- Cap de Baciver, de 2.614 metres d'alçada. La línia de telesquí Baciver de l'estació de Baqueira-Beret arriba fins aquest punt, des del que parteixen 3 pistes d'esquí.

#### Vessant septentrional (N)

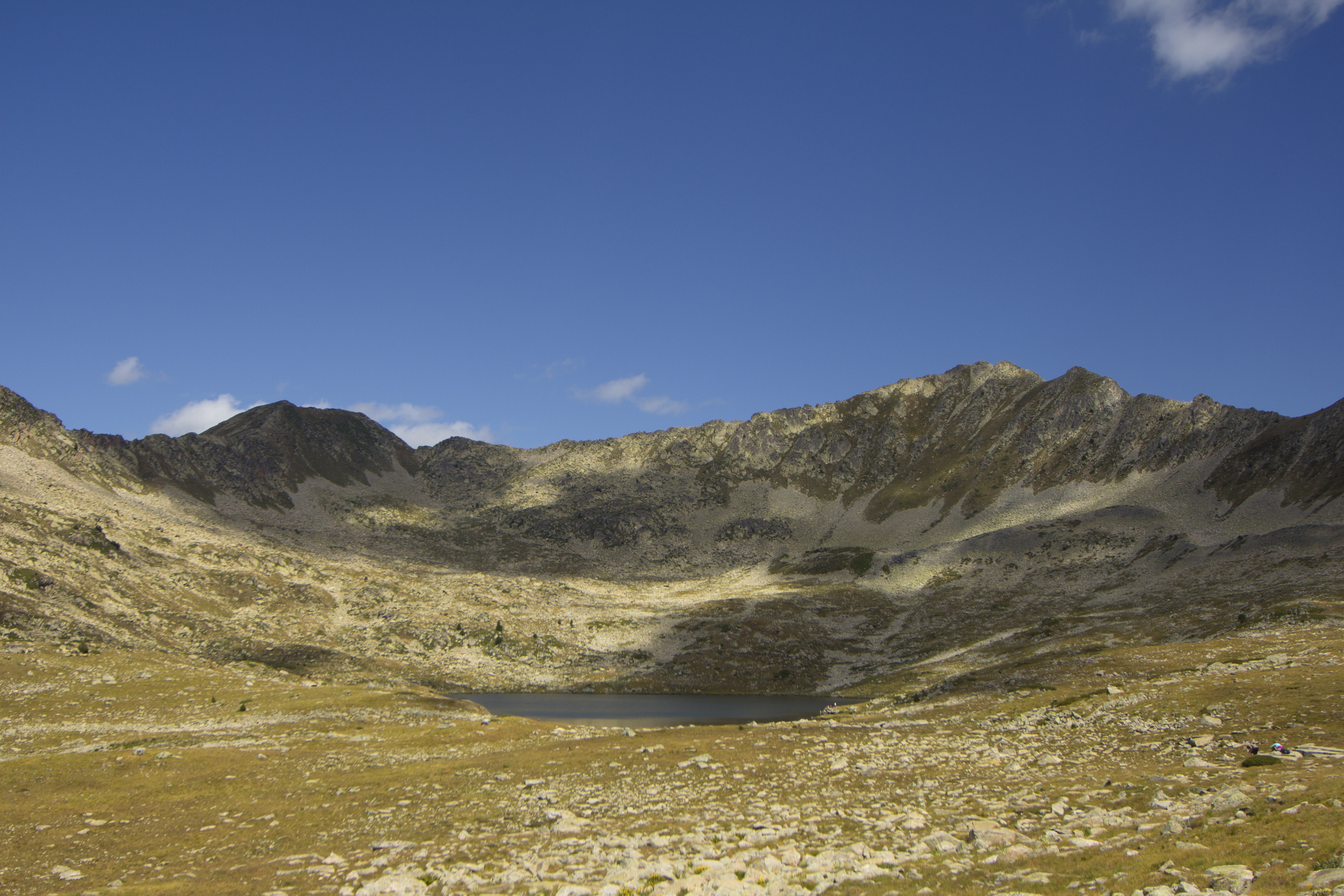
Cap de Marimanha i Pic de Marimanya

Separa el Circ dera Herradura, que drena les aigües al Noguera Pallaresa, del Circ de Baciver, que ho fa al riu Malo, afluent de la Garona. Essencialment el vessant es compon de dos pics i un pas:
- Cap de Marimanya, de 2.629 metres d'altitud.
- Pas de la Ferradura, coll a 2.577 metres que comunica el Circ dera Herradura al nord amb el Circ de Baciver al sud.
- Pic de Marimanya.

### Estanys i rius

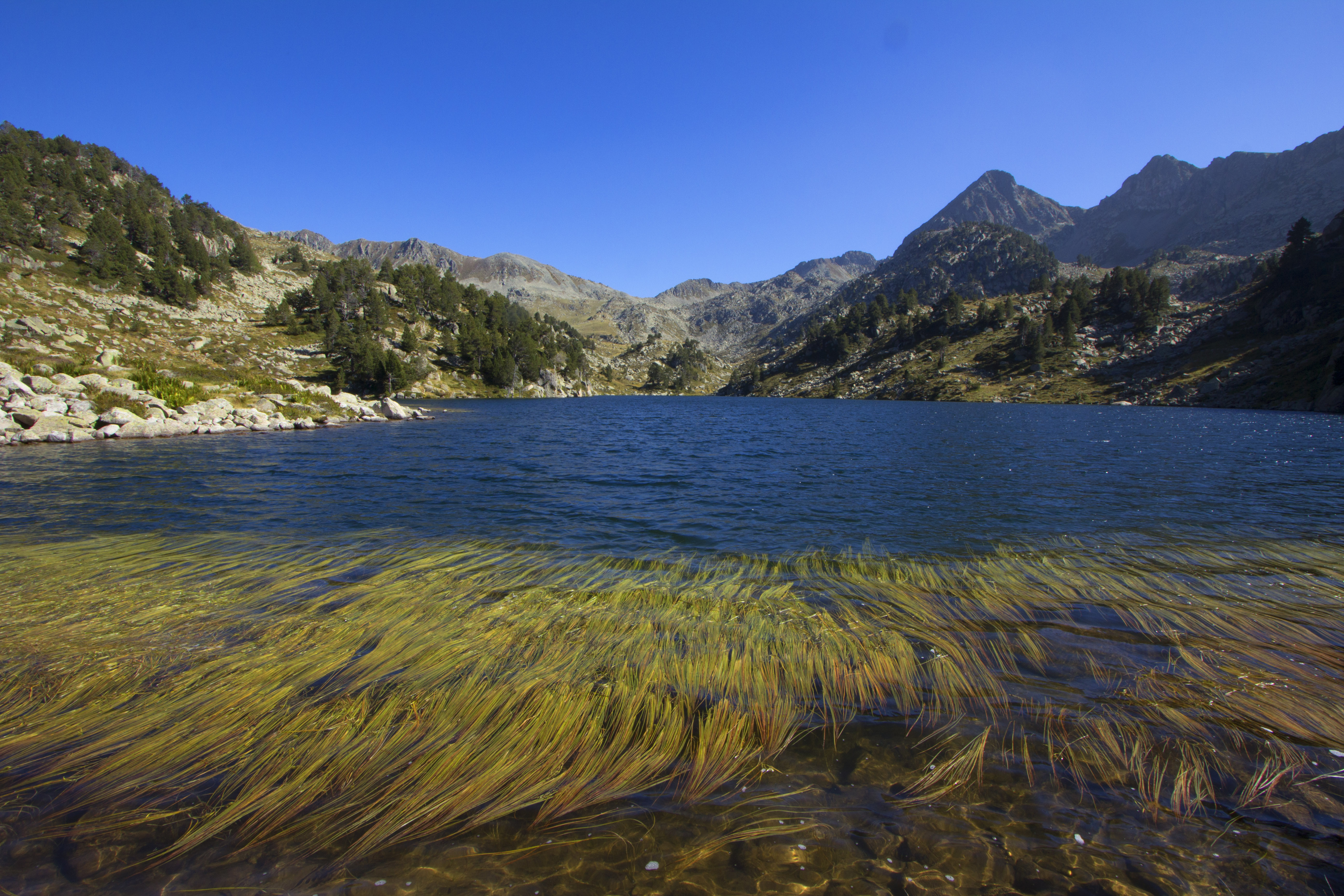
Estany de Baix de Baciver

El circ allotja nombrosos estanys; a la part superior del circ, al voltant dels 2.318 metres d'altitud, es troba el conjunt dels estanys de Dalt de Baciver. Una mica més al sud hi ha els estanys de Baciver, on neix el riu Malo, tributari de la Garona. El riu Malo descendeix fins al represat estany de Baix de Baciver, situat a 2.125 metres, i continua fins al Pla de Beret on desapareix sota terra a la zona de l'Orri, per sorgir uns centenars de metres més avall.
L'estany de Baix de Baciver és un estany petit i en origen poc profund, d'aigües transparents, amb pocs nutrients i poques sals minerals. Rep l'emissari de l'estany d'Escornacrabes, a 2.162 metres d'altitud, el qual és alimentat per l'estany del Collet de Baciver, situat a 2.327 metres d'altitud. Aquest últim estany és ubicat als peus del coll de la Forqueta d'Àrreu.

## Infraestructures

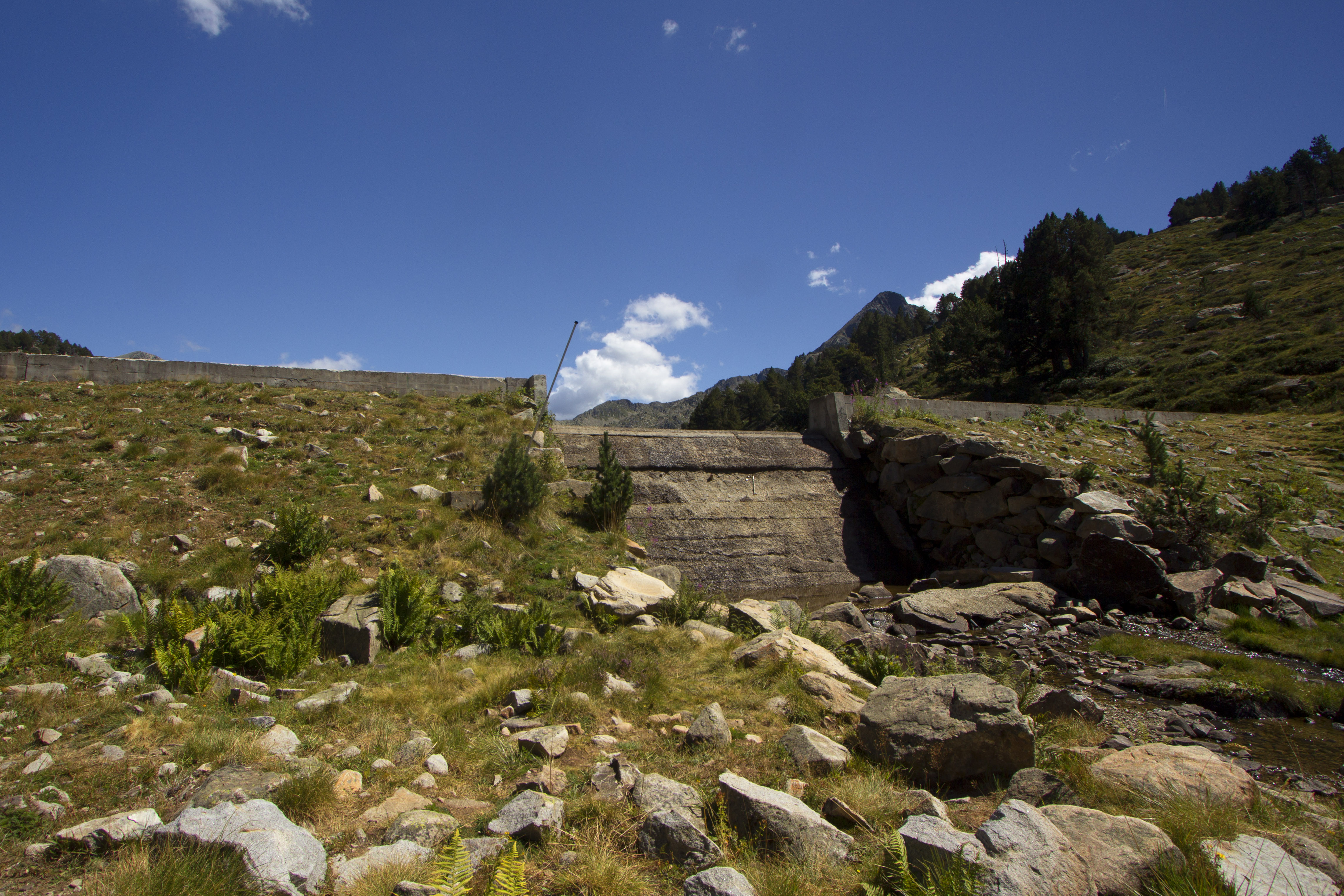
Resclosa a l'estany de Baix de Baciver

### Presa a l'estany de Baix de Baciver
El creixement de l'estació d'esquí de Baqueira-Beret ha envoltat progressivament el Circ de Baciver pels vessants meridional i occidental. L'any 1991 es va construir la presa de l'estany de Baix de Baciver per regular el subministrament d'aigua per fer neu artificial per a l'estació de Baqueira-Beret. Aquesta presa va implicar una pujada del nivell d'aigua de l'estany de 3,5 metres, el que va afectar de forma notable la flora de l'estany. La recuperació ha estat molt lenta i parcial.

### Ampliació de les pistes d'esquí
La comissió d'urbanisme d'Aran va aprovar en el mes d'abril de 2018 la construcció d'una línia de telesquí i tres pistes associades a aquest remuntador a la zona compresa entre el Tuc de Saumet i el Tuc de Baciver. Les pistes abasten 13,70 hectàrees de superfície i baixen per una vall tributària del Circ de Baciver. La documentació ambiental del projecte demostra la importància natural de la zona, la qual queda afectada paisatgísticament de forma molt negativa, especialment a l'estiu. El projecte inclou, entre d'altres, la instal·lació de l'estació motora al peu de la vall, les pilones i l'estació de retorn al Cap de Baciver, així com construccions que permeten l'encreuament dels cursos d'aigua superficials.